# Světová organizace nezávislých skautů
Světová organizace nezávislých skautů, anglicky World Organization of Independent Scouts (WOIS) je mezinárodní skautská organizace zaměřující se na tradiční skauting.

## Členové

### Současní
- Argentina: Scouts Navales de Argentina [3]
- Brazílie: Federação dos Escoteiros tradicionais [4]
- Chile: Agrupación de Guías y Scouts Cristianos de Chile
- Ekvádor: Asociación de Scouts y Guías del Ecuador
- Mexiko: Asociación de Grupos de Scouts de México A. C.
- Nepál: Nepal Peace Scouts (Nepal Shanti Scouts)
- Paraguay: Asociación Scout Baden Powell del Paraguay a Unión de Scouts Navales y Aeronavales del Paraguay
- Uruguay: Scouts de Uruguay[5]
- Venezuela: Associación de Scouts Independientes de Venezuela
- Turecko: Federation of Scouts Union of Thrace[6]
- Ghana: Ghana Peace Scouts

### Bývalí členové[7]
- Argentina: Asociación Scouts y Guías de la República Argentina
- Argentina: Unión Argentina de Scouts Independientes
- Argentina: Institucion Argentina de Scoutismo Adulto
- Brazílie: Associação de Escoteiros do Mar do Distrito Federal
- Kolumbie: Asociación Colombiana de Scout Independientes
- Itálie: Associazione Scautistica Cattolica Italiana
- Mexiko: Asociacion Nacional Escultista Caballeros Y Guias Aztecas A.C.

## Znak
Členský odznak pro mládež je bílá Fleur-de-lis se dvěma azurovými pěticípými hvězdami na azurovém pozadí. Členský odznak pro dospělé je jen azurová lilie na bílém pozadí.

## Historie
Světová organizace nezávislých skautů byla vytvořena v roce 2010 bývalými členy World Federation of Independent Scouts.

## Světové Jamboree
WOIS uspořádalo svoje první Jamboree od 20. do 26. července 2014 v Ambato, Ekvádor.